# Platymiscium diadelphum
Platymiscium diadelphum también llamado roble en Venezuela, es una especie perteneciente a la familia  Leguminosae se encuentra en abundancia en el oriente de Venezuela, donde es el árbol emblemático del estado Sucre, y es cultivado como planta ornamental por sus flores de color marrón amarillento y por el uso de su madera en la carpintería. Se le suele confundir con Platymiscium pinnatum el cual tiene flores más amarillas.

## Descripción
Árbol de entre 4 y 20 metros, con tronco recto y copa amplia, de raíces profundas. Hojas compuestas y opuestas, con entre 3 a 7 foliolos impares. Flores amarillas o de color marrón amarillentas, con foliolos de no más de 6 cm. El fruto es una legumbre aplanada oblonga de entre 5 a 9 cm de largo por 3 cm de ancho. Planta de larga vida y crecimiento lento que se propaga por semillas, florece entre marzo y junio.

## Distribución y hábitat
Es nativa de Colombia y Venezuela, en Venezuela se encuentra principalmente en el oriente del país. Crece en climas tropicales estacionalmente seco y puede crecer en suelos pobres.

## Ecología
Sus flores son frecuentadas por variedad de insectos y aves.

## Taxonomía
Platymiscium diadelphum S.F.Blake es una especie de la familia Leguminosae.

### Etimología
Platymiscium palabra que deriva de otras dos palabras de origen griego que significan legumbre con estípites compresos.

## Relación con el ser humano
Es cultivado como planta ornamental y de sombra en plazas, parques y avenidas, también es apreciado por su madera que se usa en trabajos de carpintería y ebanistería. En Venezuela es el árbol emblemático del estado Sucre.

### Nombre común
En Venezuela se le conoce como roble por su resistencia, también se le conoce como roble montañero, roble blanco, roble colorado, roble gateado, roble gusanero, uvedita y tasajo.